# Grünlichgelber Wollkraut-Widderbock
Der Grünlichgelbe Wollkraut-Widderbock oder Grünlichgelbe Widderbock (Chlorophorus herbstii) ist ein Käfer aus der Familie der Bockkäfer (Cerambycidae).

## Beschreibung
Die Käfer werden 8 bis 15 Millimeter lang. Die Oberseite ist graugrün oder gelbgrün behaart. Die Unterseite ist gleichfarbig, im Unterschied zu Chlorophorus pilosus. Sie haben auf den Flügeldecken bindenartige aber nicht zusammengewachsene schwarze Flecken, im Unterschied zu Chlorophorus varius.

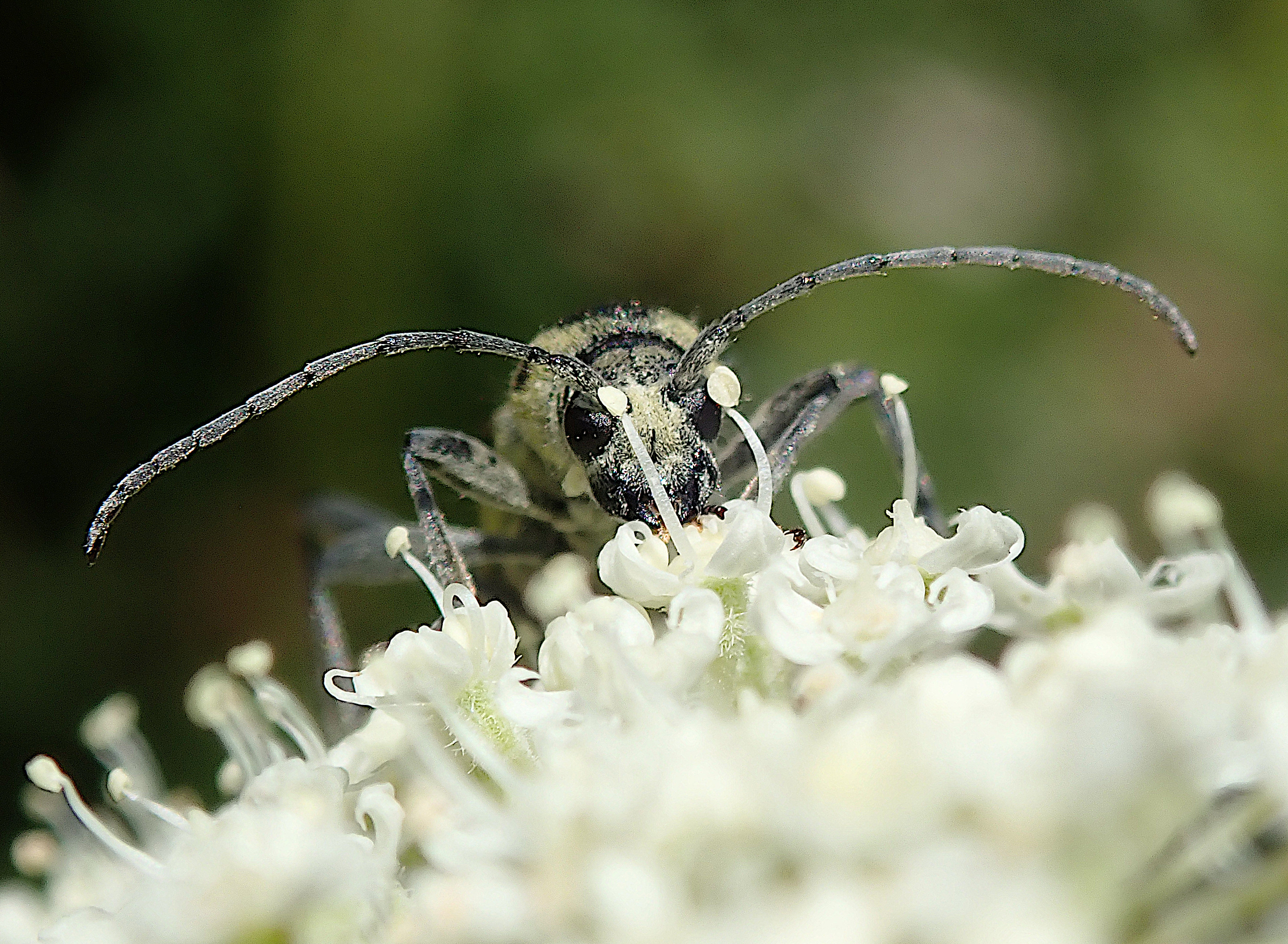
Von vorn

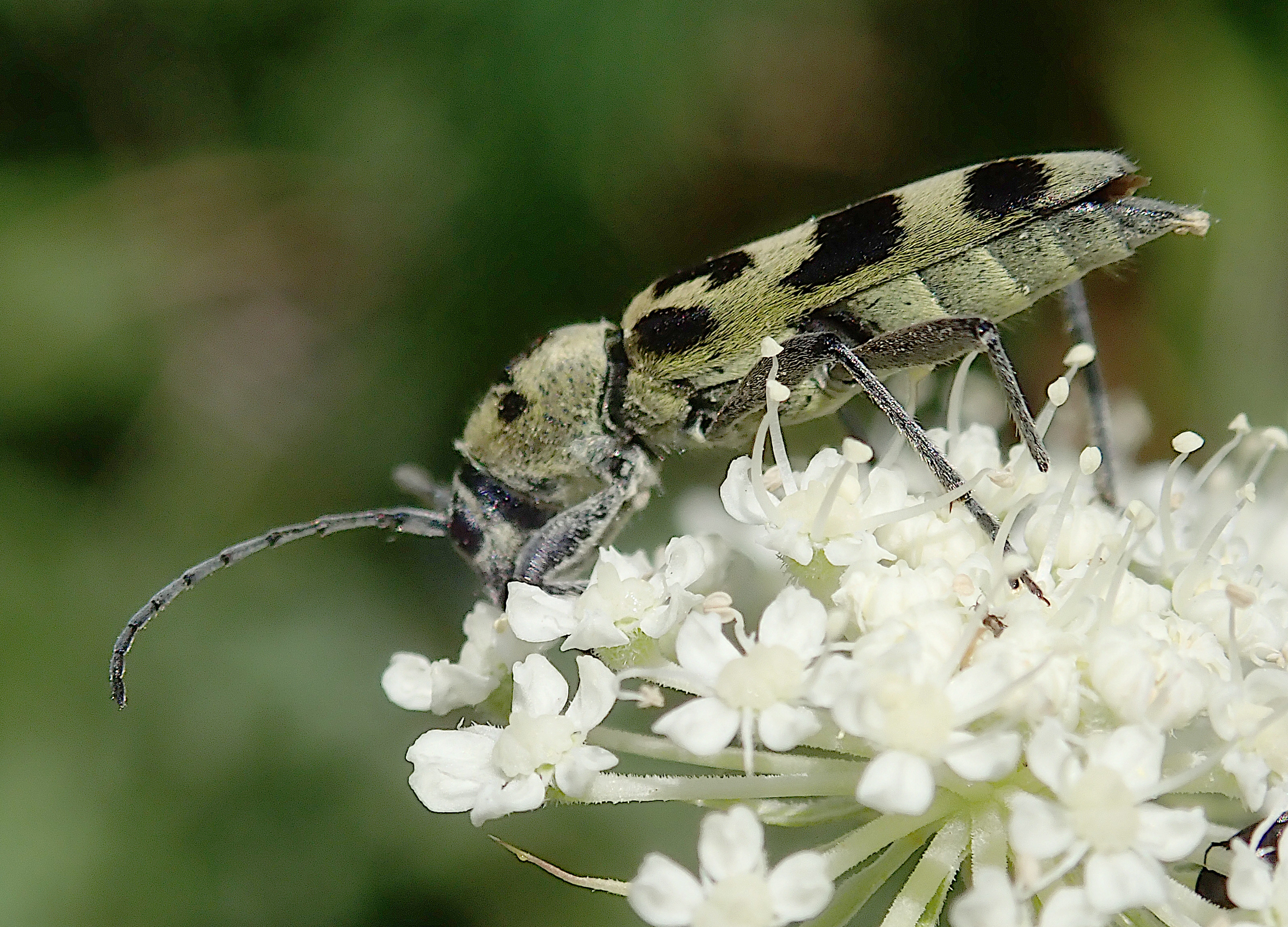
Seitenansicht

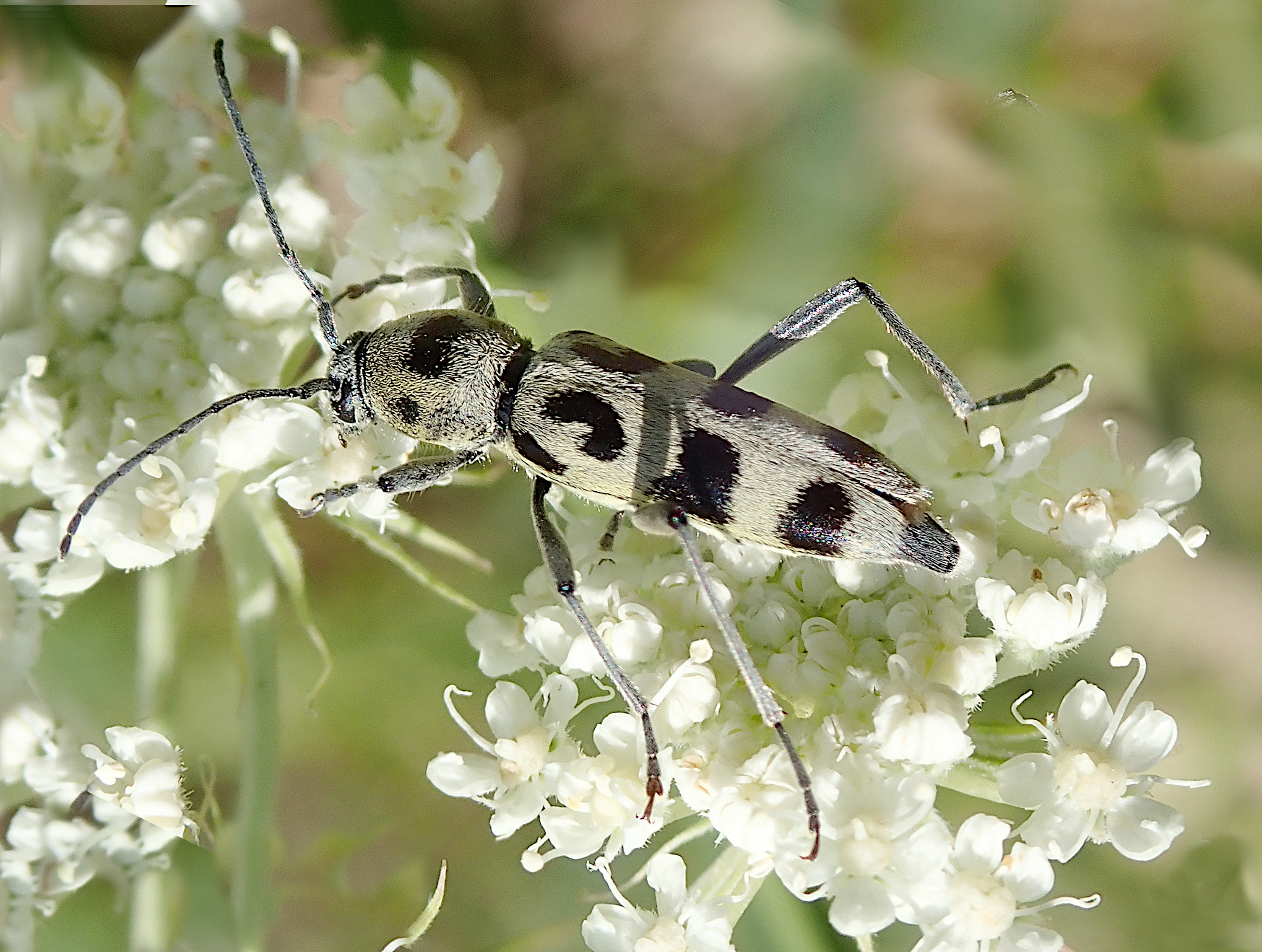
Graue Variante

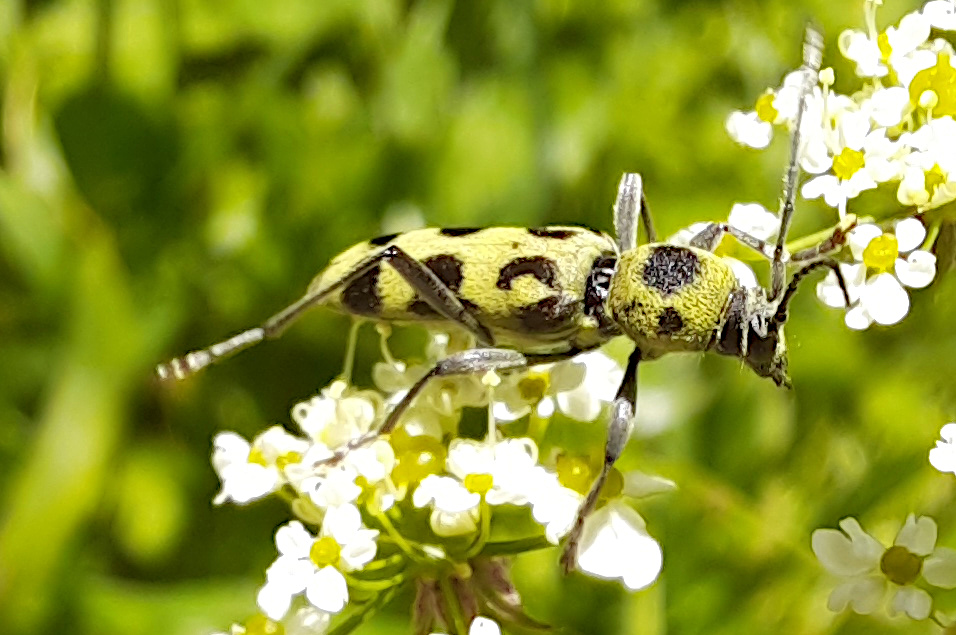
Grüne Variante

## Vorkommen
Sie leben in lockeren Gebüschen an warmen Orten und sind von Mai bis September zu finden. Sie sind selten.

## Lebensweise
Die Larven entwickeln sich in totem Laubholz (vor allem Linden), vorzugsweise in durch Borkenkäferbefall getöteten Bäumen.

## Gefährdung und Schutz
- Rote Liste Bayern: 2 (stark gefährdet)
- Rote Liste gefährdeter Tiere Deutschlands: 2 (stark gefährdet)